# Spoorlijn Žilina - Rajec
De spoorlijn Žilina - Rajec (spoorlijn 126) is een secundaire niet-geëlektrificeerde lijn in het noordnoordwesten van Slowakije. Ze verbindt Žilina met het centrum van Rajec. De lijn is enkelsporig met een lengte van ongeveer 21 kilometer en is gedeeltelijk in de vallei van de Rajčanka-rivier gelegen. De maximumsnelheid bedraagt 60 kilometer per uur.

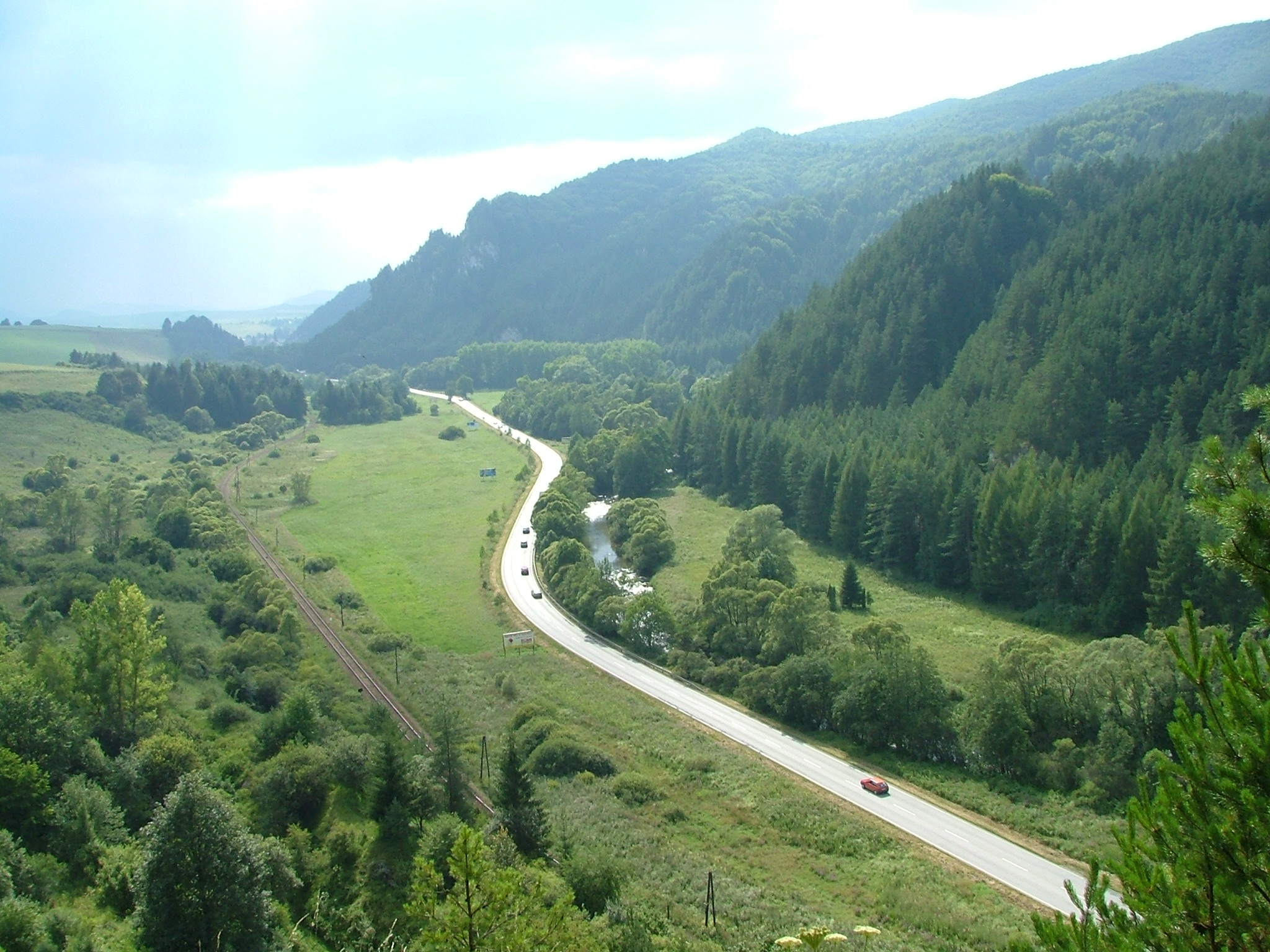
Spoorlijn 126 in het dorp Turie

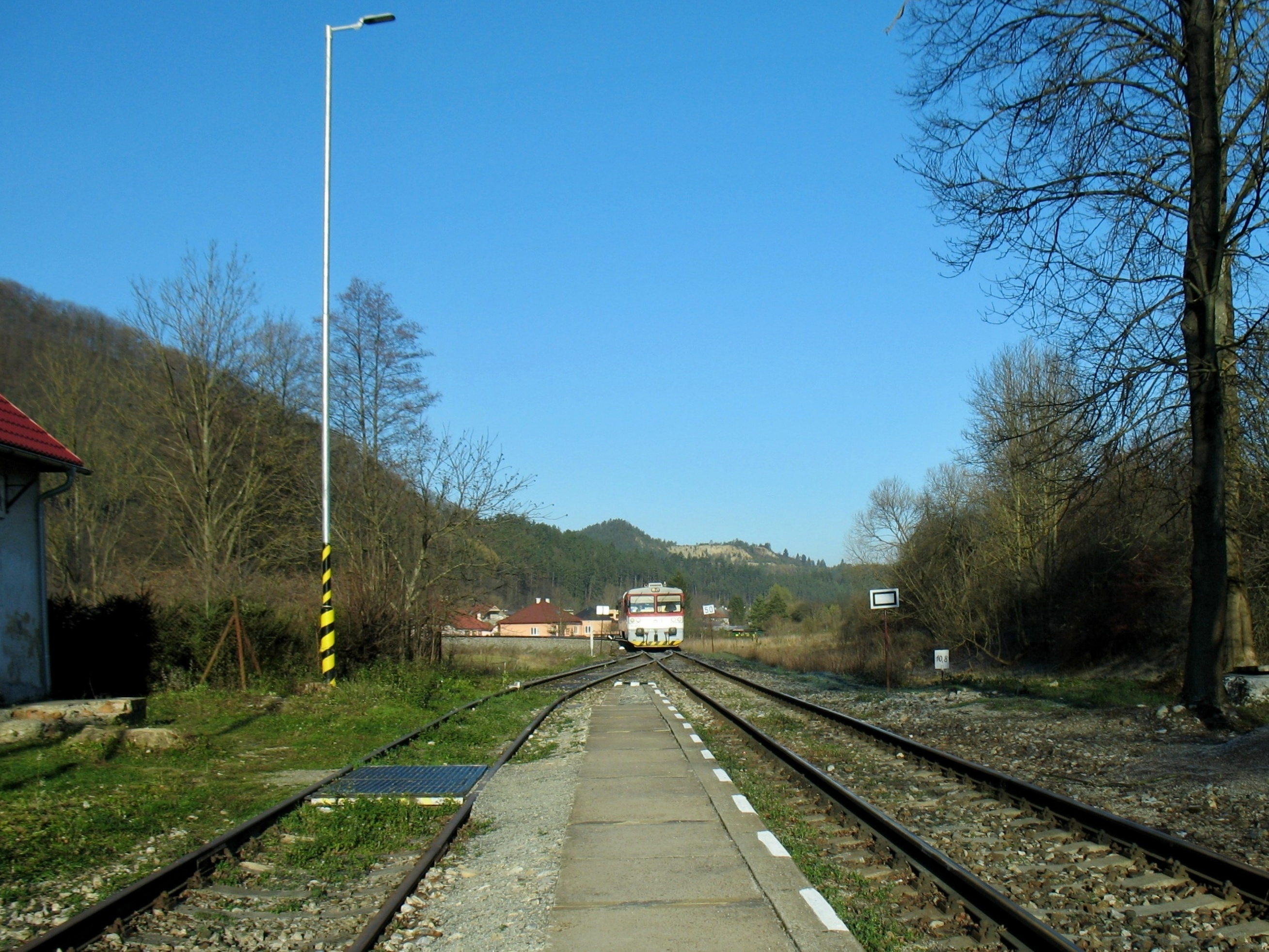
Halte Porúbka

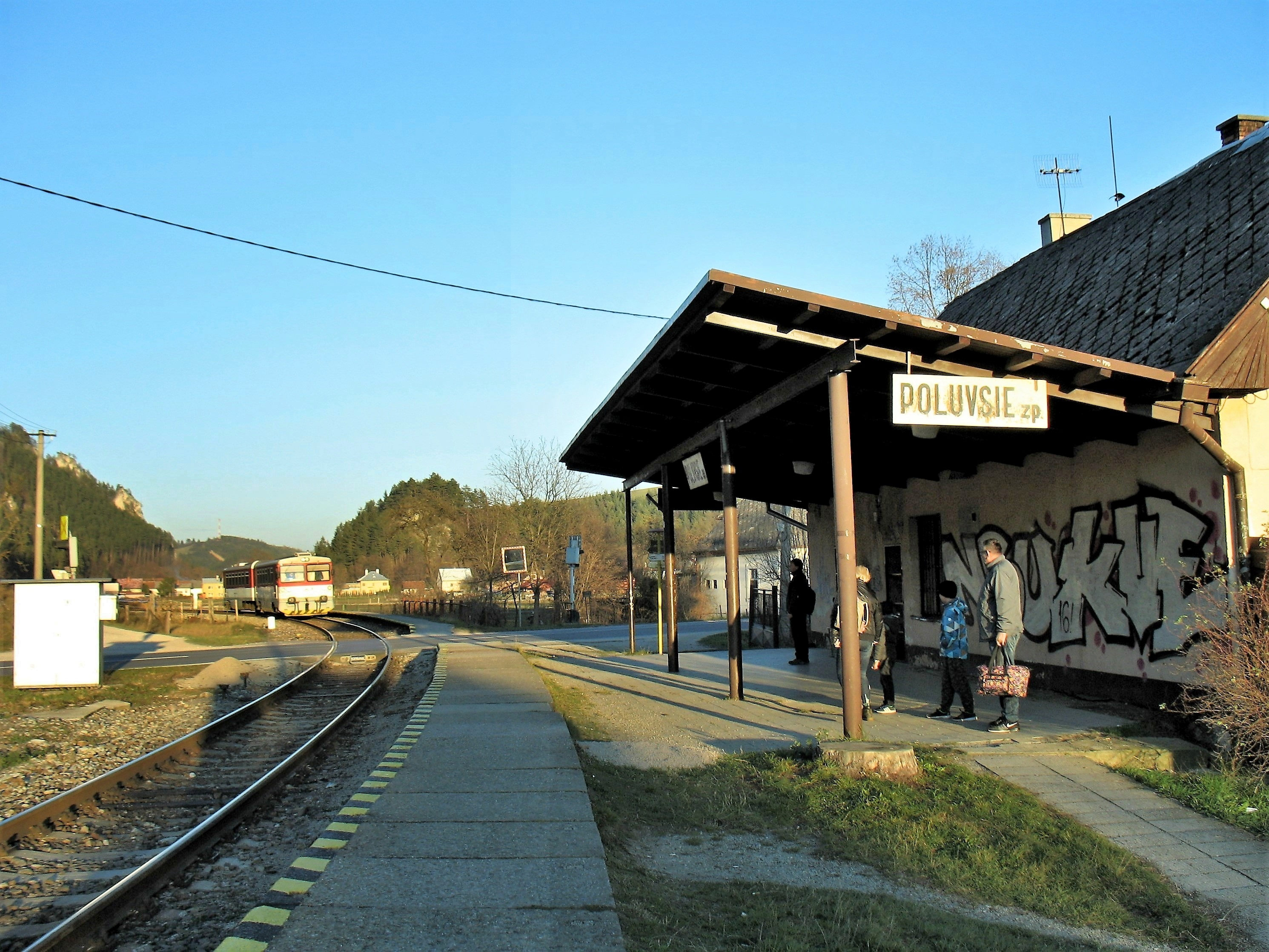
Halte Poluvsie

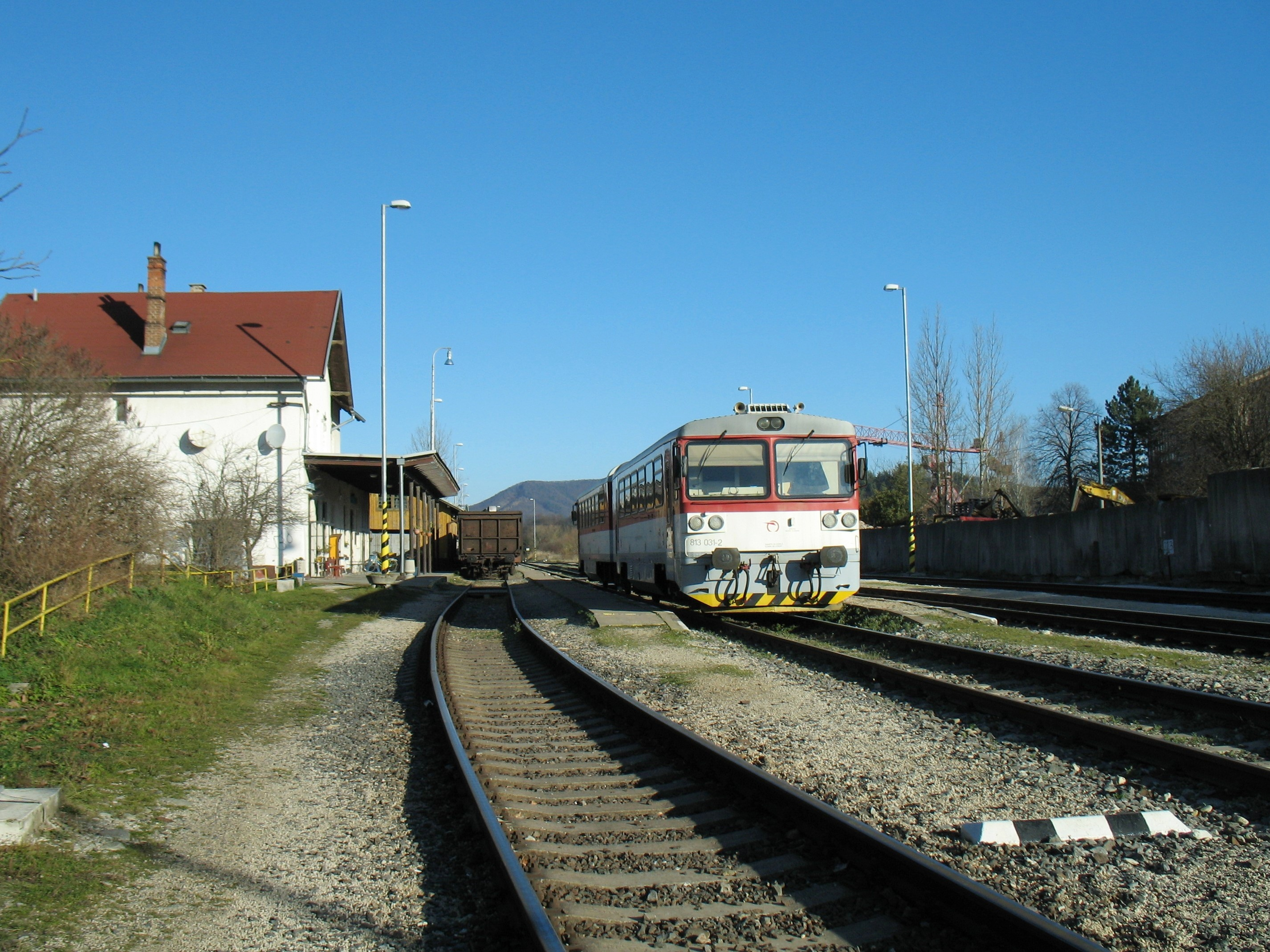
Eindstation van de lijn: Rajec

## Geschiedenis
De eerste initiatieven om de lijn aan te leggen dateren van de jaren 1880. Aanvankelijk werd om financiële redenen de aanleg van een smalspoor overwogen, maar uiteindelijk verkoos men toch normaalspoor.
De eerste concessie werd in december 1885 toegekend.
De bouw begon pas in november 1898 met de financiële steun van de gemeenten langsheen het traject, en de eerste trein reed op dinsdag, 10 oktober 1899.
In 1911 evenals in de jaren 1940 had men het voornemen om het spoor te verlengen in de richting Fačkov en Prievidza maar de Eerste Wereldoorlog, de hoge bouwkosten en het moeilijke terrein verhinderden de totstandkoming.

## Treinen
Anno 2023 rijden op deze lijn de volgende treinen:
- goederentreinen [2]
- lokale reizigerstreinen (Os = Omnibus = stoptrein): [3]
  - op de werkdagen (van maandag tot vrijdag): één trein per uur
  - op zaterdagen, zon- en feestdagen: één trein per twee uren.

## Stations en stopplaatsen
De lijn omvat de volgende stations (s) en stopplaatsen: 
- vertakking naar en uit de richting Košice (spoorlijn 180: Žilina – Košice)

- Žilina (s)
  - vertakking naar en uit Bohumín (Tsjechië) (spoorlijn 127: Žilina – Bohumín)
- Žilina-Záriečie
- Žilina-Solinky
- Bytčica (s)
- Lietavská Lúčka (s)
- Porúbka
- Poluvsie
- Rajecké Teplice
- Konská pri Rajci
- Zbyňov
- Kľače
- Rajec (s)